# خدعة الضوء (رواية)
خدعة الضوء هي رواية من تأليف لويز بيني نشرته دار مينوتور، (مملوكة لمطبعة سانت مارتن، لدار نشر ماكميلان) في 30 أغسطس 2011. وهي الرواية الغامضة السابعة التي يشارك فيها كبير المفتشين أرماند جاماتشي وتدور أحداثها في كيبك.
حازت الرواية على جائزة أنتوني لأفضل رواية عام 2012.

## الشخصيات
- كلارا مورو، فنانة
- بيتر مورو، زوج كلارا
- كبير المفتشين أرماند جاماش
- رين ماري جاماش، زوجة أرماند
- المفتش جان غي بوفوار، الرجل الثاني في القيادة
- الوكيل إيزابيل لاكوست
- الدكتور شارون هاريس، الطبيب الشرعي
- تيريز برونيل، رئيسة قسم الجرائم العقارية في Sureté، ومؤرخة فنية
- جيروم برونيل، زوجها، طبيب متقاعد وخبير في فك الرموز.
- كبير المشرفين سيلفان فرانكور
- سوزان، راعية ليليان دايسون
- ليليان دايسون، صديقة كلارا المنفصلة منذ فترة طويلة في مدرسة الفنون ومدرسة الفنون.
- فرانسوا ماروا، تاجر أعمال فنية
- أندريه كاستونجواي، تاجر أعمال فنية
- دينيس فورتين، صاحب معرض فورتين
- ميرنا لاندرز، بائعة كتب في ثري باينز وصديقة مقربة لكلارا
- غابري دوبو، مالك ومشغل فندق المبيت والإفطار والحانة الصغيرة في ثري باينز، وصديق كلارا وبيتر
- أوليفييه برولي، شريك جابري، الذي أُدين خطأً بارتكاب جريمة قتل في رواية سابقة، وهو أيضًا صديق آل مورو
- روث زاردو، شاعر يبلغ من العمر 80 عامًا، سكير حاد اللسان يعيش في ثري باينز.
- القاضي تييري بينولت، رئيس قضاة المحكمة العليا في كيبيك.
- بريان، راعي تييري.